# Rio Brătila (Zârna)
O Rio Brătila é um rio da Romênia afluente do Zârna, localizado no distrito de Argeş.